# Charles Gordon Curtis
Charles Gordon Curtis (Boston, 20 de abril de 1860 – Central Islip, Condado de Suffolk, Nova Iorque (estado), março de 1953) foi um engenheiro, inventor e advogado de patentes estadunidense. É conhecido como o desenvolvedor da turbina a vapor Curtis.

## Formação
Curtis obteve a graduação em engenharia civil em 1881 na Universidade Columbia, seguido por dois anos na New York Law School. 

## Carreira
Depois da graduação em 1883 Curtis trabalhou primeiro como advogado de patentes, depois fundou seu próprio escritório de advocacia de patentes. Oito anos depois fez uma parceria com os amigos Charles Crocker e Schuyler Wheeler para formar a 'The Curtis, Crocker, Wheeler Company', com a intenção de fabricar e comercializar eletrodomésticos, como motores e ventiladores.

### Turbina a vapor
Em 1896 Curtis patenteou dois tipos de turbinas a vapor. Ele combinou os princípios da turbina de Laval e da turbina Parsons em uma turbina de impulso de múltiplos estágios (similar à independentemente desenvolvida turbina de Rateau). A turbina de Curtis obteve menor eficiência que a turbina Parsons. Foi, contudo, muito menor e simples em projeto, tornando-a assim adequada para aplicações simples e uso móvel (por exemplo em navios a vapor).
Curtis conversou com várias empresas sobre suas turbinas, mas não achou nenhum que mostrasse interesse nelas, até que encontrou Edwin Wilbur Rice, da General Electric (GE). Em 1901 vendeu os direitos de sua patente para a GE.
A turbina Curtis foi desenvolvida pela International Marine Curtis Turbine Company para uso como propulsão marítima, que por sua vez a licenciou para o estaleiro britânico John Brown & Company. Este último construiu a Turbina Brown-Curtis usada em muitos navios da Marinha Real Britânica.
Em 1910 Curtis recebeu o Prêmio Rumford da Academia de Artes e Ciências dos Estados Unidos, por seus aprimoramentos da turbina a vapor.

### Turbina a gás e outras
Em 1899 Curtis desenvolveu a primeira turbina a gás funcional nos Estados Unidos. Recebeu por isto o prêmio anual da Divisão de Turbinas a Gás da Sociedade dos Engenheiros Mecânicos dos Estados Unidos (ASME) em 1948 e a Medalha Holley da ASME em 1950.
Além das turbinas acima mencionadas, Curtis trabalhou em melhorias para motores de combustão interna (em motores a diesel de dois tempo) e no acionamento de torpedos.